# 中性语言
中性语言是指避免使用对某一特定性别或社会性别有偏见的语言。在英语中，有人主張使用没有性别区分的名词来指代人物或职业，并停止使用帶有男性意味的詞彙。例如空姐这个词是有性别区分的工作稱呼，相应的中性词應該是空乘人员。而在汉语中，一些帶有褒义和貶義含義的漢字都會以“女”字做偏旁。

## 参見
- 英语中的性别中立表现
- 性 (语法)
- 性別中立
- 棄名錯稱
- 单数they